# 番の州公園
番の州公園（ばんのすこうえん）は、香川県坂出市にある公園。番の州臨海工業団地と坂出市街地を隔てる坂出緩衝緑地のうち最も西側に位置し、野球場を備える。坂出市北部の塩田跡の新市街地形成および番の州臨海工業団地造成にあわせ、1975年3月より番の州地区と、さぬき浜街道沿いの西大浜・東大浜の計3地区で環境緑地帯の造成を開始。1977年4月に部分供用を開始し、1980年3月に全面供用した。

## 概要
- 所在地 - 香川県坂出市番の州公園5番
- 面積 - 119,609m2（野球場除く）
- 主な施設 - 番の州球場、運動広場
- 交通 - 坂出市営バス番の州公園停留所下車、駐車場完備
- 指定管理者 - 五栄海陸興業株式会社

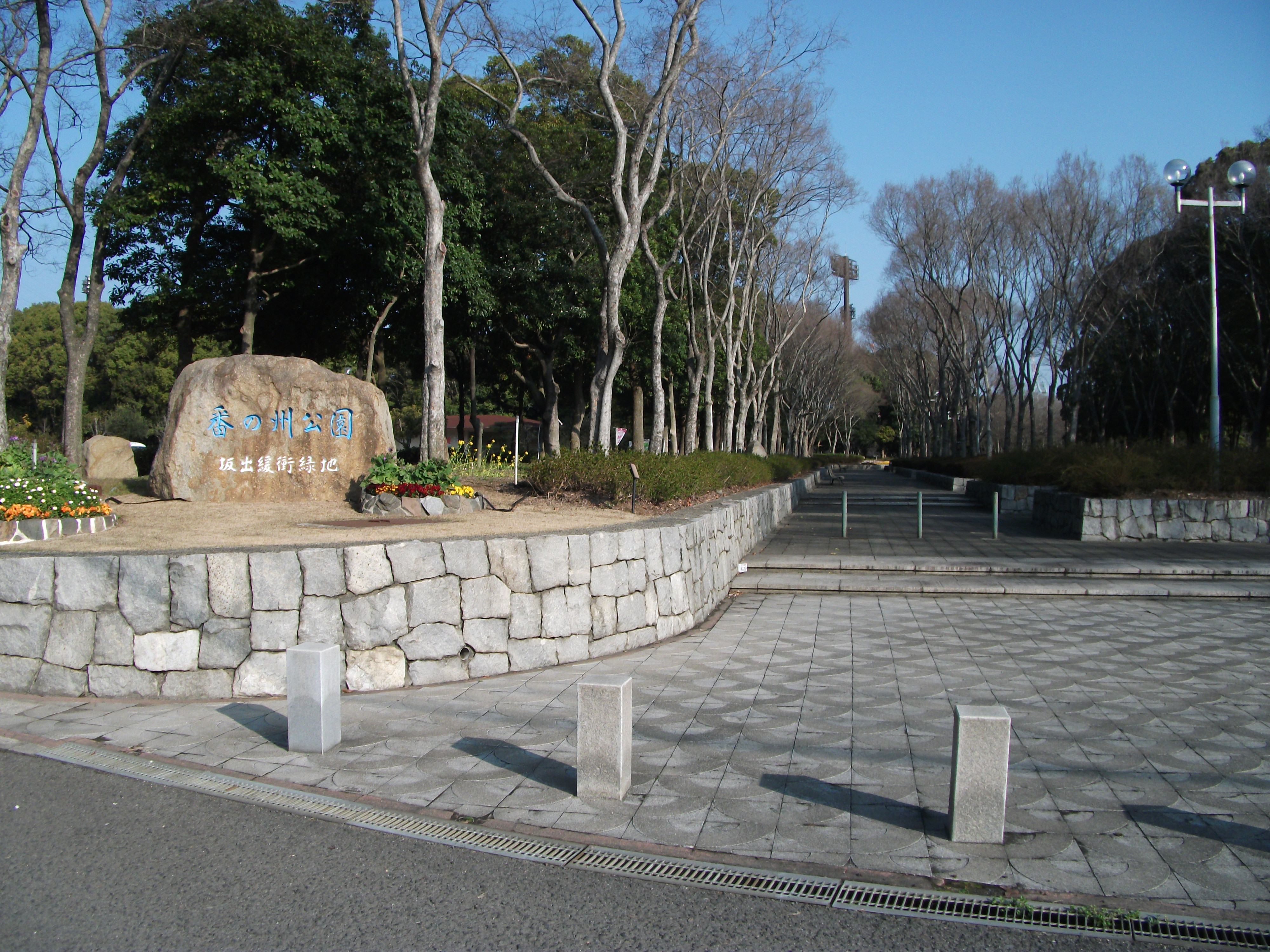
エントランス
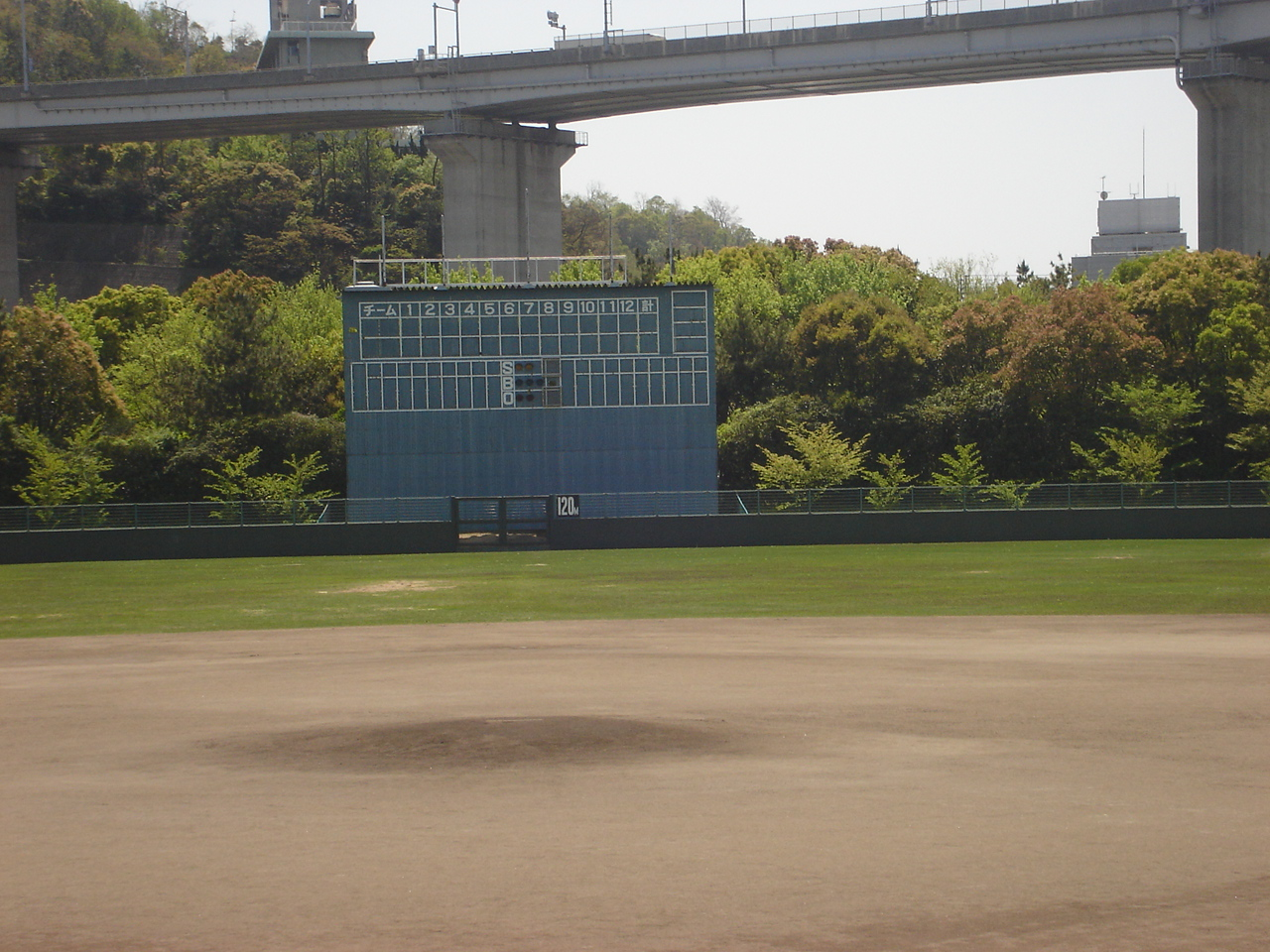
番の州球場
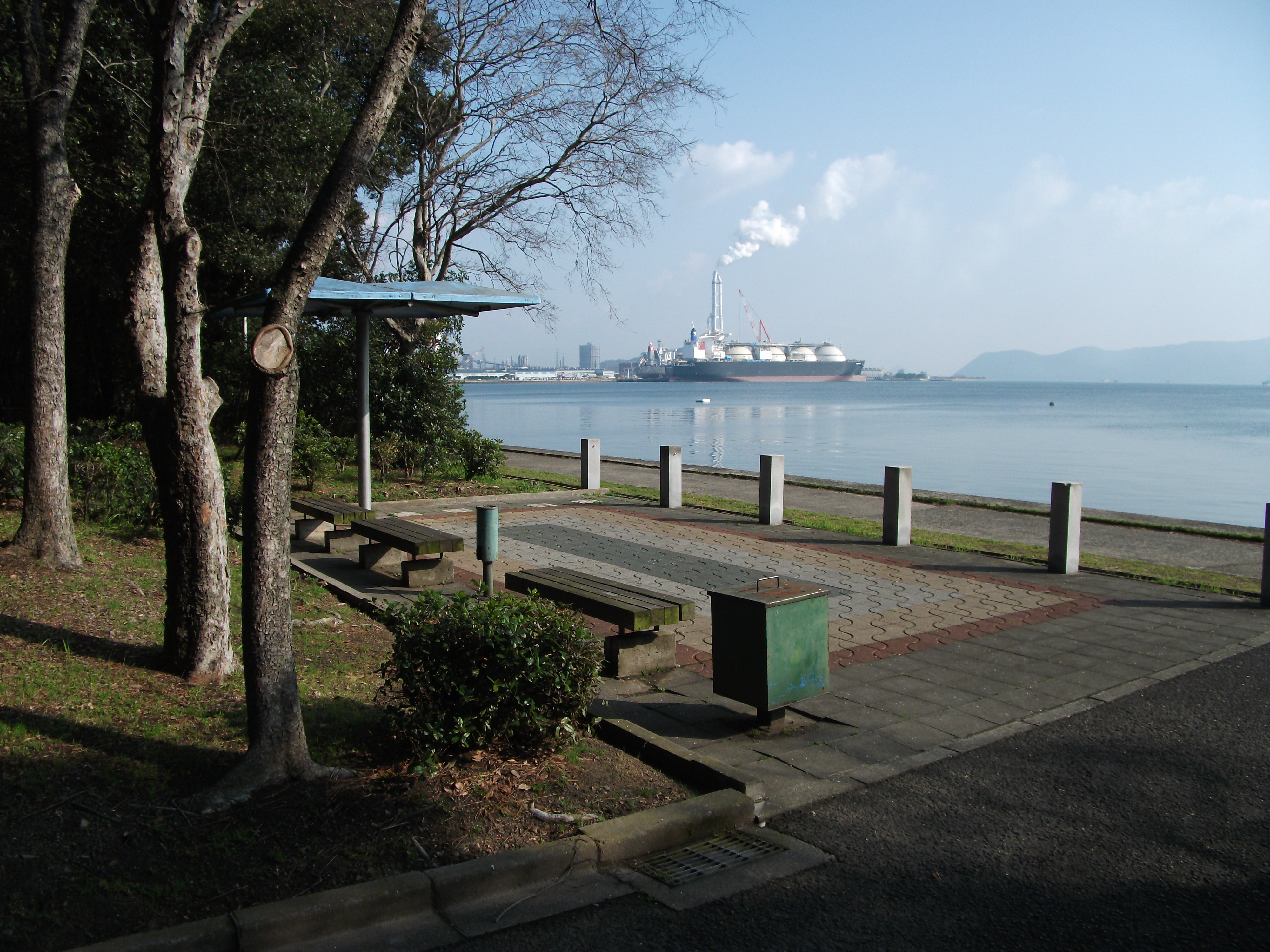
海沿いの遊歩道
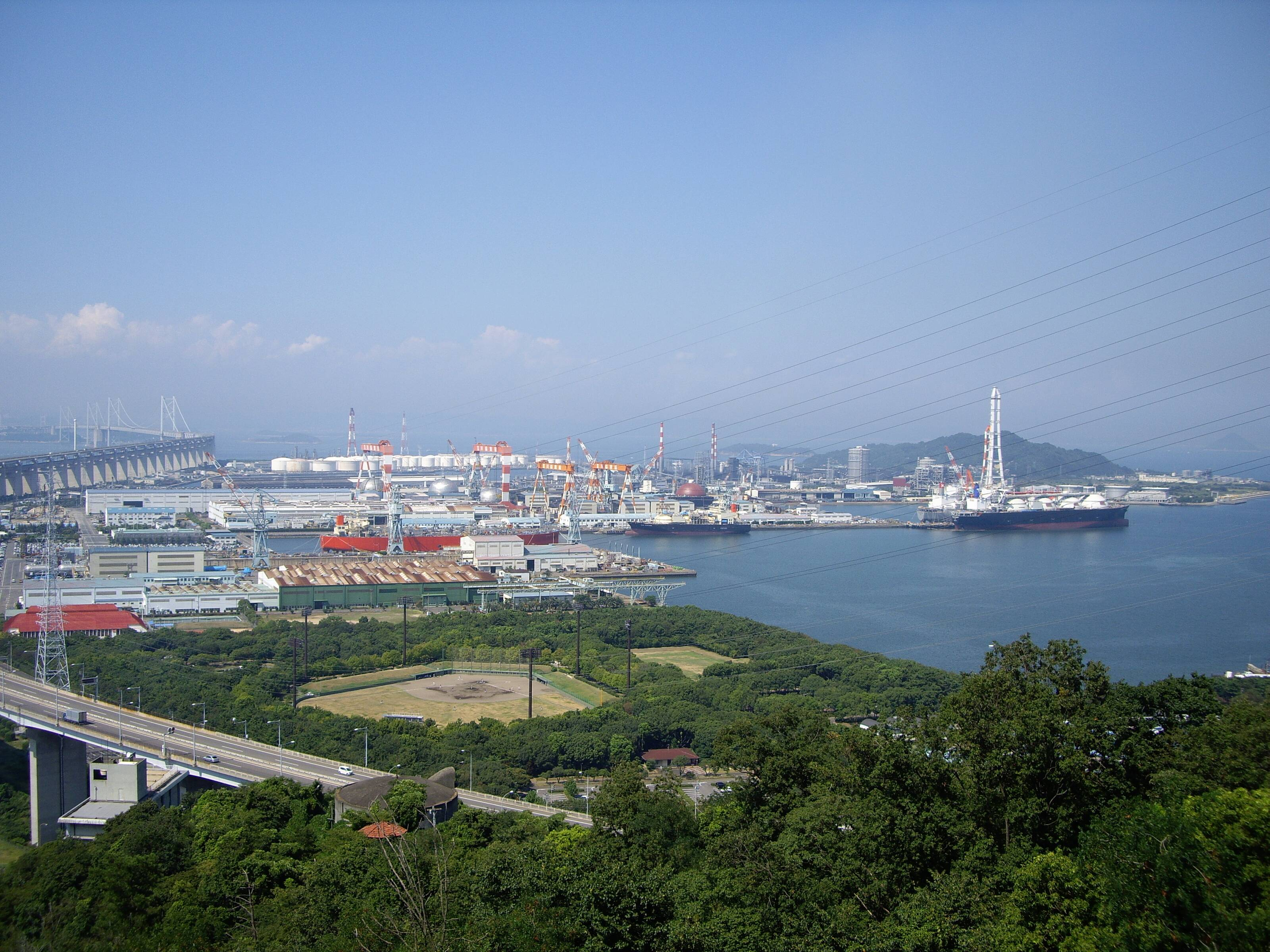
公園全景